# 亞爾德姆雷

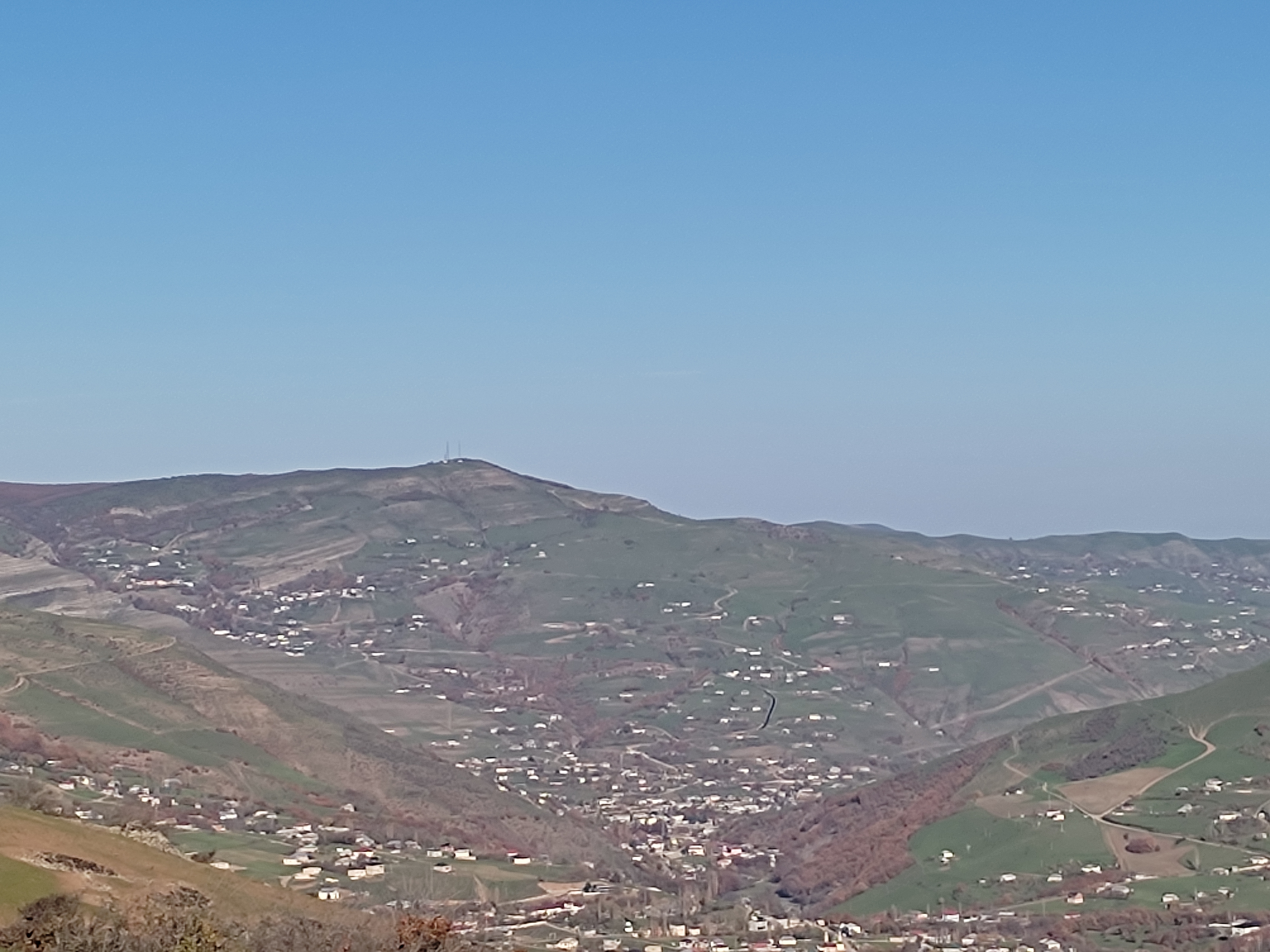
亞爾德姆雷

亞爾德姆雷是阿塞拜疆的城鎮，也是亞爾德姆雷區的首府，位於該國東南部，距離首都巴庫286公里，鎮上有歷史博物館，2010年人口約6,700。

## 外部連結
- yardimli.narod.ru （页面存档备份，存于） – Yardimli haqqinda sayt